# Alberto Pérez Delgado
Alberto Pérez Delgado (Colombia, siglo XX - Colombia, 2012) fue un abogado, jurista y político colombiano, quien se desempeñó como Intendente de Arauca y magistrado de la Corte Suprema de Justicia de Colombia

## Biografía
Estudió en el Colegio Mayor de San Bartolomé, en Bogotá, y completó su carrera en Derecho en la Universidad Nacional de Colombia.
Fue miembro del Partido Liberal. En 1959, cuando Arauca fue erigida como municipio, se convirtió en su primer alcalde. Se desempeñó brevemente como Intendente (Gobernador) de Arauca en 1961, bajo el presidente Alberto Lleras Camargo.
Fue Secretario de Educación del Departamento de Meta bajo el gobernador Jorge H. Acevedo (1965-1966). Más adelante se desempeñó como miembro del Directorio Liberal de Arauca.
En el campo jurídico, fue Juez y Magistrado del Tribunal Superior de Villavicencio y de la Corte Suprema de Justicia de Colombia.
Su hermano Alfonso Pérez Delgado también se desempeñó como Intendente de Arauca. Falleció en 2012.